# 野田町 (豊橋市)
野田町（のだちょう）は、愛知県豊橋市の地名。字として野田（のだ）がある。

## 地理
豊橋市北西部に位置する。東・北は北島町、西は三ツ相町・吉川町、南は菰口町1丁目・菰口町6丁目・南島町2丁目に接する。

## 歴史

### 人口の変遷
国勢調査による人口および世帯数の推移。
| 1995年（平成7年）  | 346世帯 1023人 |  |
| 2000年（平成12年） | 362世帯 1047人 |  |
| 2005年（平成17年） | 419世帯 1154人 |  |
| 2010年（平成22年） | 523世帯 1357人 |  |
| 2015年（平成27年） | 597世帯 1517人 |  |
| 2020年（令和2年）  | 655世帯 1610人 |  |

### 沿革
- 寛永15年 - 三河国渥美郡吉田方村より分立し、野田村が成立[2]。
- 1878年（明治11年） - 野田村は豊田村に吸収[2]。
- 1932年（昭和7年） - 牟呂吉田村東豊田の一部により、豊橋市野田町が成立[2]。

## 交通
- JR東海道本線[1]
- JR飯田線[1]
- 名鉄名古屋本線[1]
- 東海道新幹線[1]

## 施設
- 浄土宗法香院[1]
- 素戔嗚神社[1]

## 出身人物
- 稲田文笠（当時は渥美郡野田村）[3]

### WEB
1. ↑  “愛知県豊橋市の町丁・字一覧”.   人口統計ラボ. 2023年4月13日閲覧。
2. 1 2  総務省統計局 (2022年2月10日). “令和2年国勢調査の調査結果(e-Stat) - 男女別人口，外国人人口及び世帯数－町丁・字等” (CSV). 2023年8月2日閲覧。
3. ↑  “愛知県豊橋市の郵便番号一覧”.   日本郵便. 2023年4月13日閲覧。
4. ↑  “市外局番の一覧” (PDF).   総務省 (2022年3月1日). 2022年3月22日閲覧。
5. ↑  “愛知県豊橋市 住所一覧から地図を検索”.   ONE COMPATH. 2023年8月17日閲覧。
6. ↑  総務省統計局 (2014年3月28日). “平成7年国勢調査の調査結果(e-Stat) - 男女別人口及び世帯数 －町丁・字等” (CSV). 2021年7月20日閲覧。
7. ↑  総務省統計局 (2014年5月30日). “平成12年国勢調査の調査結果(e-Stat) - 男女別人口及び世帯数 －町丁・字等” (CSV). 2021年7月20日閲覧。
8. ↑  総務省統計局 (2014年6月27日). “平成17年国勢調査の調査結果(e-Stat) - 男女別人口及び世帯数 －町丁・字等” (CSV). 2021年7月21日閲覧。
9. ↑  総務省統計局 (2012年1月20日). “平成22年国勢調査の調査結果(e-Stat) - 男女別人口及び世帯数 －町丁・字等” (CSV). 2021年7月21日閲覧。
10. ↑  総務省統計局 (2017年1月27日). “平成27年国勢調査の調査結果(e-Stat) - 男女別人口及び世帯数 －町丁・字等” (CSV). 2021年7月21日閲覧。

### 書籍
1. 1 2 3 4 5 6 7 8  「角川日本地名大辞典」編纂委員会 1989, p. 1792.
2. 1 2 3  「角川日本地名大辞典」編纂委員会 1989, p. 1046.
3. ↑  郷土豊橋を築いた先覚者たち編集委員会 1986, p. 256.